# Pseudophoraspis testudinaria
Pseudophoraspis testudinaria är en kackerlacksart som beskrevs av Hanitsch 1925. Pseudophoraspis testudinaria ingår i släktet Pseudophoraspis och familjen jättekackerlackor. Inga underarter finns listade i Catalogue of Life.